# خمیلنگ ویلکی
خمیلنگ ویلکی (به لهستانی:  Chmieleń Wielki) یک روستا در لهستان است که در گمینا کژنووووگا مأوا واقع شده‌است. خمیلنگ ویلکی ۱۳۰ نفر جمعیت دارد.